# Formica gustawi
Formica gustawi es una especie extinta de hormiga del género Formica, familia Formicidae. Fue descrita científicamente por Dlussky en 2002.

## Distribución
La especie habitaba en Rusia, Dinamarca, Alemania, Lituania y Ucrania.